# Germán Bagur
Germán Bagur Carreras (Mahón, Baleares, 14 de febrero de 1917), deportivamente conocido como Germán, fue un futbolista español. Actuaba de defensa y jugó en la Primera División de España con el Club Deportivo Alcoyano

## Trayectoria
Inició su carrera en 1925, en los infantiles del Club Deportivo Menorca, equipo de su localidad natal, Mahón. Acabada la Guerra Civil empezó a jugar con el primer equipo. En 1941 dio el salto a Segunda División para defender la camiseta de otro club balear, el CD Constancia, donde formó una potente zaga con el portero Andrés Company y Tomeu Salas. Su paso por Inca coincidió con la etapa dorada del club mallorquín, que llegó a disputar la promoción de ascenso a Primera División contra el Deportivo de La Coruña la temporada 1943-44.
En 1946, junto con Company, fichó por el Club Deportivo Alcoyano, con el que se proclamó campeón de Segunda División, logrando el ascenso a la máxima categoría. Finalmente debutó en Primera División el 21 de septiembre de 1947, en un encuentro entre el Real Madrid y el CD Alcoyano en que terminó con empate a dos. Jugó dos campañas en Primera con los alcoyanos, y un cuarta y última en Segunda División, logrando un nuevo campeonato de liga.
La temporada 1950-51 fichó por el Atlético Baleares, de Tercera División, con el que consiguió el ascenso a Segunda, donde jugó una campaña. Su carrera prosiguió en Tercera División con el CD Menorca, donde jugó hasta pasados los 40 años. El 30 de agosto de 1960, con motivo de su retirada, el CD Menorca y el RCD Mallorca disputaron un partido de homenaje en el Estadio Mahonés. En los prolegómenos del encuentro Germán Bagur recibió la Medalla al Mérito Deportivo de Mahón.
Tras su retirada, continuó vinculado al fútbol y al CD Menorca como miembro del cuerpo técnico del primer equipo, que llegó a disputar la promoción de ascenso a Segunda División.

## Clubes
| Club                 | País   | Año       |
| -------------------- | ------ | --------- |
| CD Menorca           | España | 1939-1941 |
| CD Constancia        | España | 1941-1946 |
| CD Alcoyano          | España | 1946-1950 |
| CD Atlético Baleares | España | 1950-1952 |
| CD Menorca           | España | 1952-1960 |

## Palmarés

### Campeonatos nacionales
| Título                   | Club                 | País   | Año  |
| ------------------------ | -------------------- | ------ | ---- |
| Liga de Segunda División | CD Alcoyano          | España | 1947 |
| Liga de Segunda División | CD Alcoyano          | España | 1950 |
| Liga de Tercera División | CD Atlético Baleares | España | 1951 |